# 陳家春
陳家春（1941年12月22日—），號「海野」。是一位香港作家。

## 生平
福建泉州人，畢業於廈門大學中文系，並留校任教。1979年定居香港。自80年代中期至今逾30載從事教學工作，曾於香港理工大學及本港多間大專院校講授文學課程（專任/兼任），現於香港公開大學任中文碩士課程主講嘉賓。於理大任教期間，曾創辦並主編文學刊物《大學時代》；同期也曾創辦了文學社團「香江學社」，並主編《文學村》雜誌。曾獲香港理工大學「一九九九年校長特設優秀員工傑出成就獎」；大學時期，曾以全優成績獲頒「廈門大學1963年優秀畢業生」獎項。

## 著作
著有《夢裡解真幻──〈紅樓夢〉賞析》、《文學精義》、《古典文學名篇鑒賞》、《現代小說名篇評析》、《海野文集》、《慾魘的透視──中國當代小說與性文化》、《心淵覓蹤──西方現代小說解讀》、《聽我說「伊」》。編著有《青果文集》、《遊學攬勝》、《駝跡──香港新生代小說一瞥》、《香港學生佳作賞評》、《成語精解精用》等。

## 家庭
其妻子韋婭，原名左韋，是香港著名兒童文學作家，著有《中三女生的心事》、《會飛的葉子》、《蟑螂王》等。